# Ryan Howard
Ryan James Howard (St. Louis, 19 de noviembre de 1979) es un exbeisbolista de las Grandes Ligas de los Estados Unidos. Jugó toda su carrera con los Philadelphia Phillies.

## Carrera
Howard ganó reconocimientos de Jugador Más Valioso en el estado de Florida y la Eastern League en sus inicios en las canteras de los Philadelphia Phillies. En el equipo de las Grandes Ligas, comenzó su carrera profesional en 2004. Los números de su primera temporada mostraron un promedio a la ofensiva de .282 con dos cuadrangulares. En 2006 su desempeño mejoró con un bateo de .313, 58 vuelacercas y 149 carreras impulsadas, terminando líder de la Liga Nacional en las últimas dos categorías. El siguiente año llegó a su primera postemporada, pero los Phillies cayeron frente a los Colorado Rockies en la Serie Divisional. 
En 2008 nuevamente lideró en home runs (48) y carreras impulsadas (146) y ganó junto a su equipo la Serie Mundial. En 2009 lideró la liga en carreras impulsadas (141), ganó el reconocimiento de jugador más valioso por el banderín de la Liga Nacional y arribó a una nueva Serie Mundial
En 2010 renovó por los Phillies por cinco años más.

## Estadísticas
| Temporada | Equipo | L | JJ  | VB  | CA  | H   | 2B | 3B | HR | CE  | BB  | K   | BR | OR | AVE  |
| 2004      | PHI    | N | 19  | 39  | 5   | 11  | 5  | 0  | 2  | 5   | 2   | 13  | 0  | 0  | .282 |
| 2005      | PHI    | N | 88  | 312 | 52  | 90  | 17 | 2  | 22 | 63  | 33  | 100 | 0  | 1  | .288 |
| 2006      | PHI    | N | 159 | 581 | 104 | 182 | 25 | 1  | 58 | 149 | 108 | 181 | 0  | 0  | .313 |
| 2007      | PHI    | N | 144 | 529 | 94  | 142 | 26 | 0  | 47 | 136 | 107 | 199 | 1  | 0  | .268 |
| 2008      | PHI    | N | 162 | 610 | 105 | 153 | 26 | 4  | 48 | 146 | 81  | 199 | 1  | 1  | .251 |
| 2009      | PHI    | N | 160 | 616 | 105 | 172 | 37 | 4  | 45 | 141 | 75  | 186 | 8  | 1  | .279 |
| 2010      | PHI    | N | 143 | 550 | 87  | 152 | 23 | 5  | 31 | 108 | 59  | 157 | 1  | 1  | .276 |